# Лаза (Румунія)
Лаза (рум. Laza) — село у повіті Васлуй в Румунії. Адміністративний центр комуни Лаза.
Село розташоване на відстані 271 км на північний схід від Бухареста, 10 км на захід від Васлуя, 56 км на південь від Ясс, 139 км на північ від Галаца.

## Населення
За даними перепису населення 2002 року у селі проживали 1849 осіб, з них 1848 осіб (99,9%) румунів. Усі жителі села рідною мовою назвали румунську.